# Bozlar, Çağlayancerit
Bozlar là một thị trấn thuộc huyện Çağlayancerit, tỉnh Kahramanmaraş, Thổ Nhĩ Kỳ. Dân số thời điểm năm 2010 là 2.147 người.